# Przemysław, Tỉnh West Pomeranian
Przemysław [pʂɛˈmɨswaf] (tiếng Đức: Premslaff) là một khu định cư ở khu hành chính của Gmina Resko, thuộc quận Łobez, West Pomeranian Voivodeship, ở phía tây bắc Ba Lan. Nó nằm khoảng 14 kilômét (9 mi)   phía đông nam Resko, 12 km (7 mi) phía bắc obez và 75 km (47 mi) về phía đông bắc của thủ đô khu vực Szczecin.
Trước năm 1945, khu vực này là một phần của Đức. Đối với lịch sử của khu vực, xem Lịch sử của Pomerania.